# Чета на Христо Ботев
Четата на Христо Ботев е една от най-известните български революционни чети, формирана през април 1876 г., като за войвода е определен Христо Ботев – известен революционен деец, поет и журналист. Тя се състои от между 172 и 186 души, което по съвременните военни стандарти за бойни единици се равнява на рота.

## Подготовка
През есента на 1875 г. Гюргевският революционен комитет взима решение за въоръжено въстание в България. При подготовката ръководителите на Врачанския революционен (Трети) окръг успяват да купят оръжие от Румъния, но се оказва невъзможно то да бъде внесено в България. Апостолите Никола Обретенов и Георги Апостолов решават да съберат чета, която да достави това оръжие. Първоначално наричат четата „Св. Георги“. Посещават Христо Ботев в Букурещ и му споделят плановете за въстанието и четата. Но още докато набират четници, до Букурещ стига новината, че въстанието е започнало.
В тази ситуация преминаването на р. Дунав е определено за 5 май. В началото на месеца Христо Ботев успява да получи от Българското човеколюбиво настоятелство 5000 франка, с които закупува необходимите за четата неща и организира четниците по групи в различни пристанища по румънския бряг. В процеса на подготовката постепенно се изяснява, че никой от старите войводи, по една или друга причина, не се наема да оглави четата. Но въпреки това Ботев не възнамерява да се отказва и с големи усилия успява да облече и въоръжи към 205 четници. Кратките срокове за организиране не позволяват да се проведе никаква предварителна военна подготовка и четата се оказва пъстра смесица както от добре обучени бойци от Втората българска легия, така и от съвършено неподготвени ентусиасти. Ботев е именно от последните, така че за военен ръководител е определен поручик Никола Войновски, учил в Николаевската военна гимназия. Знаменосец на четата става Никола Симов – Куруто.
Знамето на Ботевата чета е ушито през 1875 г. от Петрана Обретенова, дъщеря на баба Тонка и сестра на Никола Обретенов. Предназначено е за Червеноводската чета, след разпръсването на която е запазено от баба Тонка и изпратено на Никола Обретенов.

## Път на четата

### 16 май
Първоначално определеният срок за преминаване на четата в България не успява да бъде спазен и едва от 16 май, последователно в Гюргево, Зимница, Турну Мъгуреле, Корабия и Бекет, четниците на групи започват да се качват на австрийския параход „Радецки“. Нарочно е избран кораб на централноевропейска страна, за да не се предизвикат евентуални усложнения за румънското правителство. Четниците се представят за градинари, пътуващи за Кладово, Сърбия. Командването на четата предвижда завладяване на кораба и поемане на управлението му, в случай че капитанът откаже да спре на предварително определеното за дебаркиране място.

### 17 май
Към 11:00 часа на 17 май, когато „Радецки“ приближил устието на р. Огоста, по даден от войводата знак, четниците пристъпили към завземане на парахода. Захари Стоянов пише: „То е било гръм, трясък и пукот. Като че на всяка дъска от парахода се е трошила… Не само дъски хвърчели по въздуха, но цели сандъци се носели на ръце, ножове дрънчели, фишеци, паласки и чанти нападали.“
Поставен пред свършен факт, капитан Дагоберт Енглендер предоставил „Радецки“ на разположение на войводата. Коректното държане на нашите революционери оставило силно впечатление сред екипажа и пътниците. Капитан Енглендер не само улеснил слизането на родния бряг, но когато във Видин бил поканен от Осман паша да натовари 1000 турски войници и да ги закара до Козлодуй, за да преследват четата, категорично отказал.
Въстаниците слезли на козлодуйския бряг под строй, с развято знаме. Те целунали родната земя и положили клетва, че са готови да дадат живота си за нейното освобождаване. Четата, начело с авангард под командването на Никола Войновски, се отправила на поход. Най-напред спряла в с. Козлодуй, където разпръснала група черкези, набавила си няколко коня за войводата и щаба му и взела осем коли за импровизирания обоз. От с. Козлодуй към четата се присъединил местният учител – Младен Павлов от Видин. Към 14:00 часа тя напуснала Козлодуй и до вечерта стигнала с. Бутан. Там четниците използвали колите, за да направят мост през пълноводната р. Огоста и да преминат на другия бряг. Като продължили пътя си, те излезли на пътя Рахово (Оряхово) – Враца и прекъснали телеграфната връзка. През нощта четата продължила своето движение в походен ред със строги мерки за охрана. Четата се водила от авангард от 30 – 40 души, а главните сили се движели в две колони от двете страни на импровизирания обоз. Така четата била в готовност да води бой при внезапно нападение на противника. Движейки с такива мерки за охрана, четата респектирала група черкези, които от време на време откривали огън по нея, но не смеели да я доближат. Преминавайки край с. Алтимир, към полунощ въстаниците влезли в с. Борован, където претърпели първото си разочарование. Тук към четата трябвало да се присъединят 200 въстаници. С тях тръгнал обаче само един.

### 18 май
Четата продължава движението си по шосето за Враца и осъмнала на Оходенския мост, на 5 – 6 км до Милин камък и на 25 км до Враца. Когато четата се приближава до с. Баница, е нападната от черкези и башибозук. Противникът, около 200 души, се появява от двете страни в тила. Това е първата сериозна среща с врага. Съзнавайки реалната опасност от обкръжение, Никола Войновски заповядва на авангарда да заеме възвишенията Банин връх и да открие огън по противника. Така дава възможност на основното ядро да се изкачи по източната част на възвишението Милин камък и от удобна позиция да приеме боя. Същевременно е взето решение при първа възможност маршът към Балкана да продължи. До обед четниците подготвят индивидуални прикрития за отбрана, разполагайки се в три реда един над друг. Първата атака е предприета около 13 ч. от башибозуците от с. Мраморен срещу източните позиции на отряда. Местността е твърде открита, а за мнозина четници това е първият огневи бой в живота им, така че и атакуващите, и защитниците дават значителни загуби, но неприятелят е отблъснат. Настъпва и башибозукът от с. Баница към позициите на авангарда на Банин връх. Час след началото на боя, вместо очакваната помощ, от Враца пристигат два бюлюка редовна войска, които от дистанция около километър откриват огън с далекобойните си пушки и с две оръдия. Четниците нямат възможност да отвърнат на огъня и са им нанесени сериозни загуби. Но още при първата директна атака, неприятелят е разпилян с добре организирана стрелба, а по същия начин до вечерта са отбити още две атаки.
Близо 30 четници обаче са ранени или убити, между тях и знаменосецът Никола Симов. Той е ранен и вероятно по-късно убит на хълма Милин камък, заедно с поп Сава Катрафилов. Знамето е поето от Димитър Стефанов – Казака от Сливен, който се заклева, целувайки дръжката на знамето със следа от кръвта на Никола Симов.
През нощта четата успява да се промъкне между турските постове и, разделена на две групи. Стига се до престрелка, където умира член на авангарда - Давид Тодоров. След това четата се насочва към по-високия планински гребен Веслец. Всички все още очакват подкрепа от въстаналите българи.

### 19 май
На следващия ден, 19 май, необезпокоявани, те почиват на поляните около Веслец и се занимават с бойни упражнения. Преследващите ги турски части получават сведения, че във Враца е избухнало въстание и страхувайки се от нападение в гръб не предприемат атаки срещу четата. Командването опитва да се свърже с апостолите на Трети революционен окръг, но неуспешно. Въстанието във Враца е потушено още в зародиш. След като безрезултатно чакат през нощта на 19 срещу 20 май при с. Косталево някакви подкрепления, четниците продължават движението си към Балкана.

### 20 май
Сутринта на 20 май часовите забелязват башибозушки отреди и редовна войска в състав около пет бюлюка. Четата бързо се изтегля на най-близката удобна за отбрана позиция в района на връх Околчица. Авангардът, начело с Войновски, заема гребена на Камарата с фронт на север и запад. Останалите, сред които са Ботев и щаба, се съсредоточават на връх Купена и Околчица. Редовна турска армия от около два табора под командването на Хасан Хейри бей атакува левия фланг на отбраната, а срещу останалата част от четата позиции заемат башибозуците. Нападението е отбито със стрелкови огън, след което турците решават да обходят и изолират отделните позиции на четниците. Никола Войновски, отгатнал замисъла на противника, веднага парира тези опити, а башибозушката атака срещу Купена е отхвърлена с контраатака. За да не бъде изолиран и обкръжен, Войновски в крайна сметка изтегля авангарда от първоначалните му позиции и заема кръгова отбрана на Купена. Постепенно цялата чета се концентрира около връх Купена, връх Околчица и падината между тях. Ожесточеният бой продължава до свечеряване, когато огънят отслабва, турските войски се оттеглят, а прежаднелите четници се втурват да утолят жаждата си. Точно по това време, вечерта на 20 май 1876 г., някъде в долината между Купена и Околчица, пада убит Христо Ботев. В началото на нощта за войвода е избран Никола Войновски и оттеглянето на четата към Балкана продължава.

## Разгром
От общо 198 четници загиват 94 души, 26 са заточени, 2 умират в затворите, 76 дочакват свободата на България.

## Четници
| No   |  | Име                                                    | Родно място               | Поправка                                                            |
| ---- |  | ------------------------------------------------------ | ------------------------- | ------------------------------------------------------------------- |
| 1.   |  | Христо Ботев                                           | Калофер                   |                                                                     |
| 2.   |  | Давид Теодоров                                         | Враца                     |                                                                     |
| 3.   |  | Никола Курото, байрактар                               | Търговище                 |                                                                     |
| 4.   |  | Георги Апостолов                                       | Стара Загора              |                                                                     |
| 5.   |  | Никола Обретенов                                       | Русе                      |                                                                     |
| 6.   |  | Войновски, офицер                                      | Габрово                   |                                                                     |
| 7.   |  | Иваница Данчев                                         | Свищов                    |                                                                     |
| 8.   |  | Перо Херцеговинеца                                     | Македония                 | Велес                                                               |
| 9.   |  | Петър Йорданов                                         | Търново                   |                                                                     |
| 10.  |  | Йордан П. Инджето                                      | Търново                   |                                                                     |
| 11.  |  | Сава Пенев                                             | Търново                   |                                                                     |
| 12.  |  | Кирил Ботьов, брат на Христо Ботьов                    | Калофер                   |                                                                     |
| 13.  |  | Прокопий Дянков                                        | Свищов                    |                                                                     |
| 14.  |  | Йордан Кършовски                                       | Елена                     |                                                                     |
| 15.  |  | Поп Сава Катрафилов, бивш свещеник                     | Елена                     |                                                                     |
| 16.  |  | Анастас Алексиев                                       | Свищов                    |                                                                     |
| 17.  |  | Димитър Иванов                                         | Севлиево                  |                                                                     |
| 18.  |  | Димитър Калев                                          | Габрово                   |                                                                     |
| 19.  |  | Христо Тодоров                                         | Калофер                   |                                                                     |
| 20.  |  | Петър Маринов                                          | Ловеч                     |                                                                     |
| 21.  |  | Димитър Дишлията                                       | Сливен                    |                                                                     |
| 22.  |  | Георги Матев                                           | Свищов                    |                                                                     |
| 23.  |  | Сава Савов                                             | Враца                     |                                                                     |
| 24.  |  | Митьо Ангелов                                          | Враца                     |                                                                     |
| 25.  |  | Сава Димитров                                          | Враца                     |                                                                     |
| 26.  |  | Йовчо Х. Петров                                        | Котел                     |                                                                     |
| 27.  |  | Сава Димитров                                          | Тетевен                   |                                                                     |
| 28.  |  | Руско Робов                                            | Котел                     |                                                                     |
| 29.  |  | Иван Кожухаров                                         | Ченге, Айтоско            |                                                                     |
| 30.  |  | Иван Христов                                           | с. Делиорман              |                                                                     |
| 31.  |  | Кольо Черкезът                                         | с. Бяла Черква            |                                                                     |
| 32.  |  | Кънчо Скорчев                                          | Трявна                    |                                                                     |
| 33.  |  | Христо Иванов                                          | Сопот                     |                                                                     |
| 34.  |  | Петър Иванов                                           | Ловеч                     |                                                                     |
| 35.  |  | Сава Младенов                                          | Тетевен                   |                                                                     |
| 36.  |  | Христо Иванов                                          | Габров. колиби            |                                                                     |
| 37.  |  | Ица Лазаров „Христо“                                   | Ловеч                     |                                                                     |
| 38.  |  | Петър Левски                                           | Карлово                   |                                                                     |
| 39.  |  | Тонко Биволчето (Тонко Петров Главунски р.1857)        | с. Микре                  | с. Микре                                                            |
| 40.  |  | Кольо Семов (прякор Хъша р. 1842 - 2 февруари 1926 г.) | с. Микре                  |                                                                     |
| 41.  |  | Тодор Стойков Кочков (р. 1859)                         | с. Микре                  |                                                                     |
| 42.  |  | Един турски арнаутин                                   | Албания                   |                                                                     |
| 43.  |  | Петраки Жеорджеско                                     | Македония                 |                                                                     |
| 44.  |  | Едно 17-годишно момче-Христо Стоянов                   | Лясковец                  |                                                                     |
| 45.  |  | Христо Лазаров                                         | ?                         | Добринище                                                           |
| 46.  |  | Неделчо Тинчев                                         | Крамолин                  |                                                                     |
| 47.  |  | Димитър Кутев                                          | Сливен                    |                                                                     |
| 48.  |  | П. Боев (Петър Боев р. 1842)                           | с. Микре                  |                                                                     |
| 49.  |  | Димитър ?                                              | Чирпан                    |                                                                     |
| 50.  |  | Димитър ?                                              | Берковица                 |                                                                     |
| 51.  |  | Вълчо Македонецът                                      | Македония                 | Велес                                                               |
| 52.  |  | Никола Майнов, словослагател на Ботьов                 | Ловеч                     |                                                                     |
| 53.  |  | Пенчо Христов (р. 1852)                                | с. Микре                  |                                                                     |
| 54.  |  | Васил Петков Кировски (р. 1850 - 1935)                 | с. Микре                  |                                                                     |
| 55.  |  | Димитър (Дако) Йонков Вутков                           | с. Гложене                |                                                                     |
| 56.  |  | Илия Милчев Пандурски                                  | с. Гложене                |                                                                     |
| 57.  |  | Васил Ненчев                                           | Тетевен                   |                                                                     |
| 58.  |  | Атанас Горов                                           | Пещера                    |                                                                     |
| 59.  |  | Спас Соколов                                           | Тулча                     |                                                                     |
| 60.  |  | Никола Ив. Кючуков                                     | Сливен                    |                                                                     |
| 61.  |  | Стоян Ловчалията (Стоян Колев Господински 1856 – 1876) | Ловеч                     | с. Българене, Ловешко                                               |
| 62.  |  | Стефанаки Савов                                        | Враца                     |                                                                     |
| 63.  |  | Марко Бошнаков                                         | Враца                     |                                                                     |
| 64.  |  | Мито Цветков                                           | Враца                     |                                                                     |
| 65.  |  | Петър Ванков                                           | Свищов                    |                                                                     |
| 66.  |  | Коста Апостолов                                        | Свищов                    |                                                                     |
| 67.  |  | Георги Апостолов                                       | Свищов                    |                                                                     |
| 68.  |  | Тинко Христов                                          | Карлово                   |                                                                     |
| 69.  |  | Никола Сопотлията                                      | Сопот                     |                                                                     |
| 70.  |  | Пенчо Сопотнянецът                                     | Сопот                     |                                                                     |
| 71.  |  | Христо ?                                               | Севлиево                  |                                                                     |
| 72.  |  | Върбан Господинов                                      | Русе                      |                                                                     |
| 73.  |  | Теофан Раданович (княз Арует Загрин)                   | Петербург, Русия          |                                                                     |
| 74.  |  | Един бошнак                                            | Босна                     |                                                                     |
| 75.  |  | Димитър Тодоров                                        | Нова махала, Габрово      |                                                                     |
| 76.  |  | Димитър Икономов                                       | Троян                     |                                                                     |
| 77.  |  | Курти Чобанинът                                        | Кара Омур, Силистренско   |                                                                     |
| 78.  |  | Илия Чобанът                                           | Кара Омур, Силистренско   |                                                                     |
| 79.  |  | Димо ?                                                 | Атмаджалий, Силистренско  |                                                                     |
| 80.  |  | Стефан Попов Димитров (Подимитров)                     | Бесарабово, Русенско      | Заточен на о. Родос. Починал в 1893 г. в с. Гаурене, Никополско;    |
| 81.  |  | Васил ?                                                | Троян                     |                                                                     |
| 82.  |  | Тодор Илиев Стойков Губерски – Тодориката              | Ловеч                     | Заточен в Сен Жан д’Акр                                             |
| 83.  |  | Пенко Гачев                                            | Ловеч                     |                                                                     |
| 84.  |  | Иван Докторов                                          | Ловеч                     |                                                                     |
| 85.  |  | Никола Астарджиев                                      | Ловеч                     |                                                                     |
| 86.  |  | Марин Петков                                           | Тетевен                   |                                                                     |
| 87.  |  | Станчо Василев                                         | Тетевен                   |                                                                     |
| 88.  |  | Славко Иванов                                          | Тетевен                   |                                                                     |
| 89.  |  | Иван Тонев                                             | Тетевен                   |                                                                     |
| 90.  |  | Христо Дачев                                           | Тетевен                   |                                                                     |
| 91.  |  | Тончо Кунчев                                           | Тетевен                   |                                                                     |
| 92.  |  | Пенчо Минков                                           | Калофер                   |                                                                     |
| 93.  |  | Хаджи Бенчо                                            | Плевен                    |                                                                     |
| 94.  |  | Иван Стойков Унгаров                                   | Сопот                     |                                                                     |
| 95.  |  | Хаджи Георги Гръблаша                                  | Тулча                     |                                                                     |
| 96.  |  | Стойко Фучеджи                                         | Тулча                     |                                                                     |
| 97.  |  | Христо Аврамов                                         | Тетово                    |                                                                     |
| 98.  |  | Тодор Стоянов                                          | Неврокоп                  |                                                                     |
| 99.  |  | Стоян Стайков                                          | Якоруда                   |                                                                     |
| 100. |  | Антон Стоянов                                          | Призрен                   |                                                                     |
| 101. |  | Янко Атанасов                                          | Неврокоп                  |                                                                     |
| 102. |  | Димитър Ночов                                          | Пирдоп                    |                                                                     |
| 103. |  | Нено Иванов                                            | Смолско, Златишко         |                                                                     |
| 104. |  | Димитър Кючюкът                                        | Егри паланка              |                                                                     |
| 105. |  | Григор Костов                                          | Неврокоп                  | Добринища                                                           |
| 106. |  | Кръстьо Андреев                                        | Карлово                   |                                                                     |
| 107. |  | Георги Андреев                                         | Карлово                   |                                                                     |
| 108. |  | Илия Видулов                                           | Карлово                   |                                                                     |
| 109. |  | Ангел Тодоров                                          | Разград                   |                                                                     |
| 110. |  | Димитър Казака                                         | Сливен                    |                                                                     |
| 111. |  | Хаджи Костадин                                         | Сливен                    |                                                                     |
| 112. |  | Антон Македонецът                                      | Охрид                     |                                                                     |
| 113. |  | Илия Лазаров                                           | Локорско                  |                                                                     |
| 114. |  | Владимир Тодоров                                       | Мачин                     |                                                                     |
| 115. |  | Христо Клинков                                         | Етрополе                  |                                                                     |
| 116. |  | Пенчо Атанасов                                         | Ловеч                     |                                                                     |
| 117. |  | Атанас Димитров                                        | Оряховица                 |                                                                     |
| 118. |  | Досе Дюлгеринът                                        | Дряново                   |                                                                     |
| 119. |  | Никола Димитров                                        | г. Турчета, Бяла черква   |                                                                     |
| 120. |  | Михал Каназирски                                       | Болград                   |                                                                     |
| 121. |  | Димо ?                                                 | Калофер                   |                                                                     |
| 122. |  | Михал ?                                                | Браила                    |                                                                     |
| 123. |  | Васил Стоянов                                          | Троян                     |                                                                     |
| 124. |  | Ангел Ст. Коджабашев                                   | Панагюрище                |                                                                     |
| 125. |  | Христо Гецов                                           | Етрополе                  |                                                                     |
| 126. |  | Атанас ?                                               | с. Радино                 |                                                                     |
| 127. |  | Иван Попов                                             | Калофер                   |                                                                     |
| 128. |  | Никола Попов                                           | Калофер                   |                                                                     |
| 129. |  | Янко Боянов                                            | Оряховица                 |                                                                     |
| 130. |  | Христо ?                                               | Калкандере                |                                                                     |
| 131. |  | Иванчо ?                                               | Сливен                    |                                                                     |
| 132. |  | Ганчо ?                                                | Дряново                   |                                                                     |
| 133. |  | Драган Иванов                                          | с. Правец                 |                                                                     |
| 134. |  | Киро ?                                                 | Търново                   |                                                                     |
| 135. |  | Марко Атанасов                                         | Браила                    |                                                                     |
| 136. |  | Цанко Минков Дечев                                     | Казанлък                  | Турия                                                               |
| 137. |  | Георги Христов                                         | Карлово                   |                                                                     |
| 138. |  | Румен Димов                                            | Бургас                    |                                                                     |
| 139. |  | Атанас ?                                               | Самоков                   |                                                                     |
| 140. |  | Никола ?                                               | Търново                   |                                                                     |
| 141. |  | Н. Нанов                                               | с. Руска Бяла, Врачанско  |                                                                     |
| 142. |  | А. Иван Чартазанов                                     | Оряховица                 |                                                                     |
| 143. |  | Антон ?                                                | Габрово                   |                                                                     |
| 144. |  | Никола ?                                               | Габрово                   |                                                                     |
| 145. |  | Антон Черногорецът                                     | Подгорица                 |                                                                     |
| 146. |  | Александър х. Димитров                                 | с. Аладаглии, Сливенско   |                                                                     |
| 147. |  | Петър Паскалов                                         | с. Глушник, Сливенско     |                                                                     |
| 148. |  | Стефан Газибаров                                       | Сливен                    |                                                                     |
| 149. |  | Петър Дюкмеджиев                                       | Карлово                   |                                                                     |
| 150. |  | Младен Павлов                                          | Видин                     |                                                                     |
| 151. |  | И. Цанев                                               | Тетевен                   |                                                                     |
| 152. |  | Захарий Петров                                         | Трявна                    |                                                                     |
| 153. |  | Неделчо Цанев                                          | Сухиндол, Севлиевско      |                                                                     |
| 154. |  | К. Хараламбов                                          | Котел                     |                                                                     |
| 155. |  | Стоян Войвода                                          | Стара Загора              | с.Казанка                                                           |
| 156. |  | Христо Стоянов                                         | с. Боженци                |                                                                     |
| 157. |  | Пенчо Мончев                                           | с. Калугерово, Търновско  |                                                                     |
| 158. |  | Васил Троенчето                                        | Троян                     |                                                                     |
| 159. |  | Пенчо ?                                                | Котел                     |                                                                     |
| 160. |  | Иван Кръстев                                           | Русе                      |                                                                     |
| 161. |  | Анастас Джумалиев                                      | Севлиево                  |                                                                     |
| 162. |  | Стефан П. Димитров                                     | Габрово                   |                                                                     |
| 163. |  | Пенчо Стаменов                                         | с. Мирково                |                                                                     |
| 164. |  | Тодор Минков                                           | с. Сараня                 |                                                                     |
| 165. |  | Атанас П. Рахаилов                                     | Шумен                     |                                                                     |
| 166. |  | Маринчо Ников                                          | Шумен                     |                                                                     |
| 167. |  | Коджа Иван Моканецът                                   | Добруджа                  |                                                                     |
| 168. |  | Малкият Иван                                           | Силистренско              |                                                                     |
| 169. |  | Сава Букурещлията                                      | ?                         | Плевня                                                              |
| 170. |  | Нено Иванов                                            | Габровско                 |                                                                     |
| 171. |  | Пенчо ?                                                | Троян                     |                                                                     |
| 172. |  | Йовчо ?                                                | Силистренско              |                                                                     |
| 173. |  | Тодор Илиев Попов                                      | с. Върбово, Белоградчишко | Участвал и в Българското опълчение. Починал в 1921 г. в Белоградчик |

Имената на четниците от 1 до 172 са посочени в книгата на Захарий Стоянов „Христо Ботьов – опит за биография“.
Георги Димитров в книгата си „Княжество България в историческо-географическо и етнографическо отношение“ добавя името на още един Ботев четник – Тодор Христов от Битоля. Освен вписания от Захарий Стоянов четник Стоян Стойков от село Якоруда, той добавя и Стоян войвода от Разлог. По-късно Никола Трайков приема, че това са две различни личности. Дава се и пълното име на видния другар на Ботев Перо Македонеца и родното му място: П. Симеонов от Велес.
| Име              | Родно място | Забележка |
| ---------------- | ----------- | --------- |
| 1. Т. Христов    | Битоля      |           |
| 2. Стоян Войвода | Разлог      |           |

Четникът Никола Кючуков в своите спомени пише за двама четници с името Андон Куков, и двамата от Македония, но единият от Охрид, а другият от Прилеп; и двамата загинали, но в различни боеве и на различни места. Това се приема за достоверно от Никола Трайков.
| Име            | Родно място | Забележка                         |
| -------------- | ----------- | --------------------------------- |
| 1. Андон Куков | Прилеп      | съименник на Андон Куков от Охрид |

В спомените на Димитър Икономов, обнародвани през 1901 г., се среща пояснение за споменавания в дотогавашните списъци Христо от Калкан-Деле (т.е. Тетово) – презимето му било Иванов и през 1900 г. бил адвокат в Пловдив. Така се установява съществуването на двама Ботеви другари от Тетово: единият Христо Аврамов, а другият Христо Иванов. И двамата са били заловени и съдени от извънредния съд в София през юни 1876 г.
В книгата на Иван Унджиев и Цвета Унджиева „Христо Ботев – живот и дело“ въз основа на допълнителни изследвания са добавени имената на още 9 четници и 6 колари, присъединили се към четата в с. Бутан:
| Име                         | Родно място | Забележка                          |
| --------------------------- | ----------- | ---------------------------------- |
| 1. Тончо Кунчев             | из Тетевен  | No 91 в списъка на Захарий Стоянов |
| 2. Марко Василев Бошнаков   | из Враца    | No 63 в списъка на Захарий Стоянов |
| 3. Иван Тонев               | из Тетевен  | No 89 в списъка на Захарий Стоянов |
| 4. Васил Цветков Вълков     |             |                                    |
| 5. Спас Цветков             |             |                                    |
| 6. Величко Пецов            |             |                                    |
| 7. Стамен Петров Шунелски   |             |                                    |
| 8. Данчо Йотов Кътовски     |             |                                    |
| 9. Петър Димитров Пръшовски |             |                                    |
| Колари към обоза:           |             |                                    |
| 10. Тодор Томчев Лукарски   |             |                                    |
| 11. Иван Цеков              |             |                                    |
| 12. Гунчо Чуков             |             |                                    |
| 13. Гено Глигорски          |             |                                    |
| 14. Горунски                |             |                                    |

| Име                                              | Родно Място   | Забележка                                     |
| ------------------------------------------------ | ------------- | --------------------------------------------- |
| 1. Пенко Грозев Симов – Бакалски (1842 – 1906)   | с. Българене  |                                               |
| 2. Петър Дойчинов Баръмски (р. 1848)             | с. Микре      |                                               |
| 3. Цано Стойков Донкарски                        | с. Микре      |                                               |
| 4. Христо Димитров Иванов – Мирвански (р. 1832). | с. Микре      | Георгиевски кръст „За храброст“ IV-та степен. |
| 5. Пенко Гачев                                   | с. Микре      |                                               |
| 6. Димитър Стоев Векилов                         | с. Копривщица | [ 7 ] [ 8 ]                                   |
| 7. Бойко Стоянов Толинов                         | с. Копривщица | [ 9 ] [ 10 ]                                  |
| 8. Васил Петков Кировски (1850 – 1935)           | с. Микре      | No 54 в списъка на Захарий Стоянов            |